# Naitō Nobuatsu
Naitō Nobuatsu est un nom japonais traditionnel ; le nom de famille (ou le nom d'école), Naitō, précède donc le prénom (ou le nom d'artiste).
Naitō Nobuatsu (内藤 信敦, 31 octobre 1777-23 mai 1825) est un daimyo de l'époque d'Edo, qui dirige le domaine de Murakami.